# Saint-Brice-Courcelles
Saint-Brice-Courcelles – miejscowość i gmina we Francji, w regionie Grand Est, w departamencie Marna.
Według danych na rok 1990 gminę zamieszkiwało 3356 osób, a gęstość zaludnienia wynosiła 807 osób/km².